# Paul Dörflinger
Paul Dörflinger (* 23. Januar 1955; † 4. Mai 1982) war ein deutscher Fußballspieler.

## Spielerkarriere
Dörflinger spielte in seiner Jugend Fußball beim SV Schopfheim und in Rheinfelden (Baden). Für die Saison 1975–76 schloss er sich dem FC Basel unter Cheftrainer Helmut Benthaus an. Hier spielte er mit Größen wie den Schweizer Internationalspielern Peter Ramseier, Peter Marti, Serge Muhmenthaler und Jörg Stohler sowie dem Dänen Eigil Nielsen. Er absolvierte sein Nationalliga A-Debüt am 10. April 1975 beim torlosen Unentschieden von Basel gegen Neuchâtel Xamax. In seiner einzigen Saison bei Basel spielte Dörflinger insgesamt in fünf Spielen für den Verein. Eines dieser Spiele war in der Nationalliga A und vier waren Freundschaftsspiele.
Danach spielte Dörflinger für den SV Weil, bevor er zur Saison 1978/79 zum Zweitliga-Aufsteiger SC Freiburg wechselte. Dort sollte er den zum Karlsruher SC gewechselten Aufstiegshelden Wolfgang Schüler ersetzen. Dies gelang Dörflinger auch, indem ihm in 37 Einsätzen 20 Treffer gelangen und er somit großen Anteil am Klassenerhalt der Breisgauer besaß.
Anschließend wechselte er für ca. 450.000 DM zum MSV Duisburg in die Fußball-Bundesliga. Dort konnte sich Dörflinger jedoch nicht durchsetzen und ging nach einem halben Jahr und vier Einsätzen zum Liga-Konkurrenten Hertha BSC. In seiner ersten Partie – beim 3:0-Heimerfolg über Fortuna Düsseldorf – wie auch drei Spieltage später gegen Bayer 04 Leverkusen gelangen ihm zwei Treffer. Am Ende der Saison reichte es jedoch nicht zum Klassenerhalt, da Bayer 05 Uerdingen die um zwei Treffer bessere Tordifferenz aufwies. Nach dem Abstieg wurde Uwe Klimaschefski neuer Trainer der Hertha. Unter ihm kam Dörflinger jedoch auch verletzungsbedingt nur zu drei Einsätzen, woraufhin er kurz nach dem Saisonbeginn nach Freiburg zurückkehrte.
Beim SCF traf er gleich in seinem ersten Einsatz beim 4:1 gegen Kickers Offenbach. Am Ende der Saison beendete er seine Karriere.
Am 4. Mai 1982 verstarb Paul Dörflinger im Alter von 27 Jahren an Darmkrebs.